# 宮城県道132号秋保温泉愛子線
宮城県道132号秋保温泉愛子線 （みやぎけんどう132ごう あきうおんせんあやしせん）は、宮城県仙台市太白区と青葉区を結ぶ一般県道である。。

## 概要
- 起点：仙台市太白区秋保町湯向（宮城県道62号仙台山寺線交点）
- 終点：仙台市青葉区愛子中央1丁目（国道457号交点）
- 延長：6.6 km
- 新道（Google マップ）

愛子盆地のJR愛子駅前の国道457号交差点から丘陵地を越えて秋保盆地の秋保温泉に到る。
旧道は、斉勝川・月山池・サイカチ沼に沿って丘陵を越える、細いワインディングロードだった（旧道：Google マップ）。
2000年（平成12年）3月27日に全通した新道は、斉勝川および旧道をまたぐ錦ケ丘橋（1988年竣工）により、バブル景気期の1989年（平成元年）から分譲された郊外住宅地「ハートヒルズ錦ケ丘（錦ケ丘ニュータウン）」に入り、芦見2号橋（1999年5月竣工）を渡って錦ケ丘を抜け、丘陵を越えて秋保盆地に下っていき、県道仙台山寺線との交差点に到る。
新道の開通により断面交通量は、平日が617台（1999年10月19日）から4,188台（2000年10月24日）と6.79倍に増加、休日が870台（1999年10月17日）から5,700台（2000年10月22日）と6.55倍に増加した。また旧道は、仙台市道青葉6023号・サイカチ沼線に格下げされた。

### 道路の通称名
- フラワースターロード（仙台市青葉区、太白区）
  - 2008年（平成20年）、沿道に仙台市天文台（北緯38度15分24.8秒 東経140度45分19.1秒 / 北緯38.256889度 東経140.755306度）が移転してきたため、地元町内会からの要望で2009年（平成21年）11月に愛称が付けられた[1]。
- 愛子駅前大通り（国道457号交点 - 国道48号交点）[3]

## 通過する自治体
- 宮城県
  - 仙台市
    - 太白区
    - 青葉区

## 接続する道路
- 宮城県道62号仙台山寺線（仙台市太白区）
- 国道48号（仙台市青葉区）
- 国道457号（仙台市青葉区）
- 宮城県道134号愛子停車場線（仙台市青葉区）

## 周辺
- JR愛子駅
- 宮城総合支所
- 諏訪神社 (仙台市青葉区)
- 錦ケ丘ヒルサイドモール
- 仙台市天文台
- 秋保温泉